# Мовістар Інтер
Футзальний клуб «Інтер» (ісп. Club Inter Fútbol Sala), відомий з причин спонсорства як «Мовістар Інтер» (ісп. Movistar Inter) — іспанський футзальний клуб з муніципалітету Торрехон-де-Ардос, що розташований в автономному співтоваристві Мадрид (Іспанія), найтитулованіший футзальний клуб у світі. Був заснований у 1977 році. Основним спонсором клубу є мобільний оператор Мовістар
«Мовістар Інтер» по п'ять разів вигравав Кубок УЄФА і Міжконтинентальний кубок. За всю історію клуб одинадцять разів змінював назви, через це деякі попередні назви клубу, наприклад Бумеранг Інтерв'ю (ісп. Boomerang Interviú), досі часто зустрічаються.

## Історія

### Протистояння
Головними протистояннями вважаються матчі з «Ель Посо Мурсією», які мають статус класики у футзалі. Також принциповими є матчі з «Барселоною Ласса», ще однією титулованою командою.

### Виробники форми та спонсори
| Роки      | Спортивний бренд |
| --------- | ---------------- |
| 1980-1991 | Mito             |
| 1991-2007 | Boomerang        |
| 2007-2010 | Adidas           |
| 2010-2014 | Joma             |
| 2014-     | Hummel           |

| Роки      | Перший спонсор |
| --------- | -------------- |
| 1977-1979 | HORA XXV       |
| 1979-1981 | INTERVIU       |
| 1981-1991 | INTERVIU       |
| 1991-1996 | INTERVIU       |
| 1996-1999 | Boomerang      |
| 1999-2000 | Airtel         |
| 2000-2002 | Antena 3       |
| 2002-2007 | Boomerang      |
| 2007-2008 | INTERVIU       |
| 2008-2009 | Telefónica     |
| 2009-     | Movistar       |

| Роки      | Другий спонсор |
| --------- | -------------- |
| 1977-1979 |                |
| 1979-1891 | HORA XXV       |
| 1981-1991 | Lloyd´s        |
| 1991-1996 | Boomerang      |
| 1996-1999 | INTERVIU       |
| 1999-2000 | Boomerang      |
| 2000-2002 | Boomerang      |
| 2002-2007 | INTERVIU       |
| 2007-2008 | FADESA         |
| 2008-2010 | Pepe Travel    |
| 2010-     | Air Europa     |

## Зали
«Мовістар Інтер» грає свої домашні ігри у Пабеллон Хорхе Гарбахоса у Торрехон-де-Ардос, що вмішує 3136 глядачів.

### Зали, в яких «Мовістар Інтер» виступав за всю свою історію

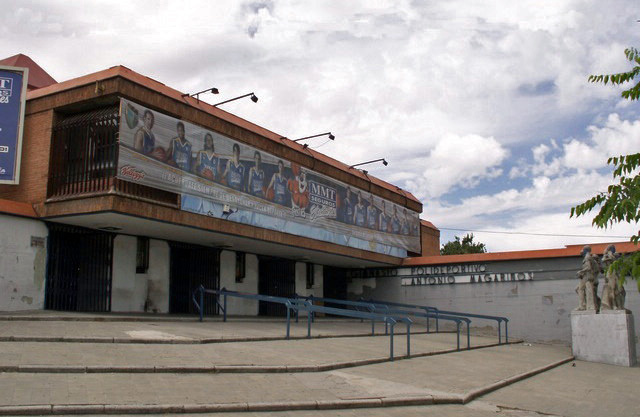
Пабеллон Антоніо Магаріньос.

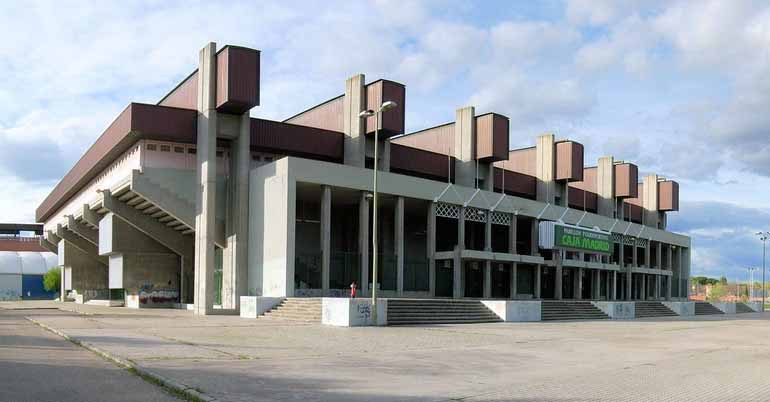
Пабеллон Фундасіо Монтемадрид.

- 1977-1991: Пабеллон Антоніо Магаріньос - 1000 глядачів, Мадрид
- 1991-1996: Полідепортіво Мунісіпаль - 1974 глядачі, Алькобендас.
- 1996-2004: Парке Корредор - 2700 глядачів, Торрехон-де-Ардос.
- 2004-2015: Пабеллон Фундасіо Монтемадрид - 4410 глядачів, Алькала-де-Енарес.
- З 2015: Пабеллон Хорхе Гарбахоса - 3136 глядачів (реконструйований 2016 року)[4], Торрехон-де-Ардос.

## Назви клубу
Через зміну спонсорів часто змінювалася і назва клубу.
- 1977-1979: Ора XXV
- 1979-1981: Інтерв'ю Ора XXV
- 1981-1991: Інтерв'ю Ллойдс
- 1991-1996: Інтерв'ю Бумеранг
- 1996-1999: Бумеранг Інтерв'ю
- 1999-2000: Airtel Бумеранг
- 2000-2002: Антена 3 Бумеранг
- 2002-2007: Бумеранг Інтерв'ю
- 2007-2008: Інтерв'ю Фадеса
- 2008-2015: Інтер Мовістар
- 2015- : Мовістар Інтер

## Тренери
| - ?—1990 · Мануель Саорін - ?—1992 · Хав'єр Лосано - ?—1996 · Хесус Матеос - 1996—1998 · Давід Кордоба - 1998—2008 · Хесус Канделас - 2008—2009 · Хуанлу Алонсо - 2009—2010 · Хуанлу Алонсо, Хесус Канделас - 2010—2011 · Давід Марін - 2011—2012 · Давід Марін, Чема Хіменес, Даніел Ібаньєс - 2012—2019 · Хесус Веласко - 2019— Фаустіно Перес |

## Титули і досягнення

### Міжнародні турніри
| Турнір                                              | Титул                                        | Віцечемпіон                |
| --------------------------------------------------- | -------------------------------------------- | -------------------------- |
| Кубок УЄФА (5/3)                                    | 2003-04, 2005-06, 2008-09, 2016-17, 2017-18. | 2006-07, 2009-10, 2015-16. |
| Міжконтинентальний кубок (5/1) (не під егідою ФІФА) | 2005, 2006, 2007, 2008, 2011.                | 2012.                      |
| Кубок володарів кубків (1/0) (не під егідою УЄФА)   | 2007-08.                                     |                            |
| Кубок Іберіки (2/0)                                 | 2003-04, 2005-06.                            |                            |

### Національні турніри
| Турнір                       | Титул | Віцечемпіон                    |
| ---------------------------- | --- | ------------------------------ |
| Чемпіон Іспанії (НЛФ) (14/3) | 1989-90, 1990-91, 1995-96, 2001-02, 2002-03, 2003-04, 2004-05, 2007-08, 2013-14, 2014-15, 2015-16, 2016-17, 2017-18, 2019-20. | 1994-95, 2006-07, 2008-09.     |
| Чемпіон Іспанії (КІФФ) (9)   | 1979-80, 1980-81, 1981-82, 1983-84, 1984-85, 1985-86, 1986-87, 1987-88, 1988-89.                                              |                                |
| Кубок Короля Іспанії (1/1)   | 2014-15. | 2010-11.                       |
| Кубок Іспанії (НЛФ) (11/5)   | 1990, 1996, 2001, 2004, 2005, 2007 2009, 2014, 2016, 2017, 2021.                                                              | 1997, 1999, 2003, 2006, 2018.  |
| Кубок Іспанії (КІФФ) (3)     | 1984, 1986, 1988. |                                |
| Суперкубок Іспанії (15/5)    | 1990, 1991, 1996, 2001, 2002, 2003, 2005, 2007, 2008, 2011, 2015, 2017, 2018, 2020, 2021.                                     | 2004, 2010, 20012, 2014, 2016. |

### Регіональні турніри
| Турнір              | Титул             | Віцечемпіон |
| ------------------- | ----------------- | ----------- |
| Кубок Іберіки (2/0) | 2003-04, 2005-06. | 2012-13.    |

- Найкращий футзальний клуб світу: 2004[5], 2015[6], 2016[7], 2017[8], 2018[9]
- У списку найкращих футзальних клубів світу: 2014 (2 місце)[10]
- Переможець Трофею Сервантеса: 2013[11]

## Склад

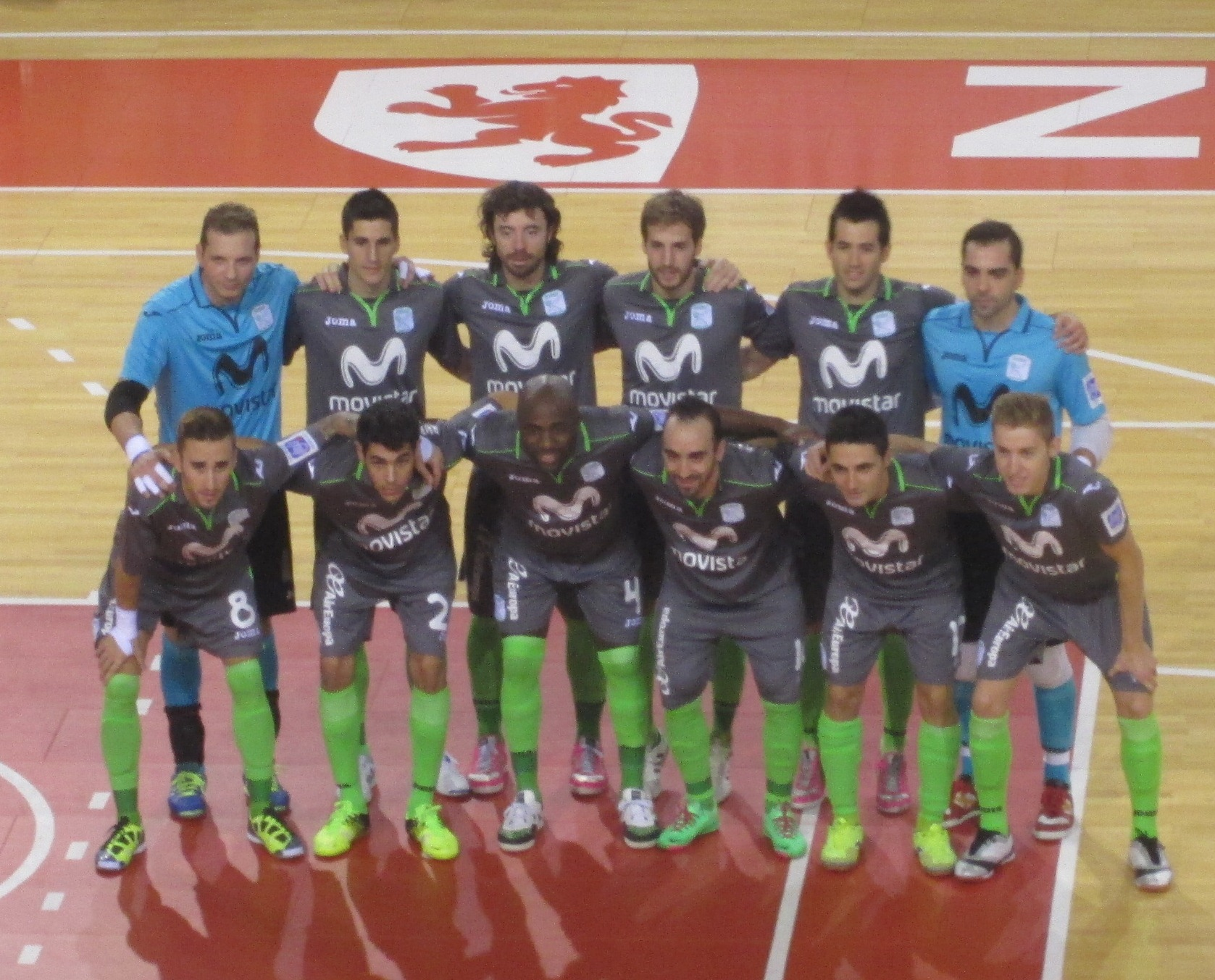
Склад «Мовістар Інтеру» у сезоні 2013-14

На 4 квітня 2013 року
| №  | Гравець    | Повне ім'я                 | Позиція         | Національність     |
| 1  | Луїс Амадо | Луїс Амадо Тародо          | Воротар         | Іспанія            |
| 16 | Хуанхо     | Хуан Хосе Ангосто Ернандес | Воротар         | Іспанія            |
| 3  | Матіас     | Матіас Рауль Люкі          | Вінгер          | Аргентина · Італія |
| 4  | Альваро    | Альваро Апарісіо Фернандес | Вінгер          | Іспанія            |
| 7  | Пола       | Адріан Алонсо Перейра      | Вінгер          | Іспанія            |
| 8  | Рівільос   | Маріо Рівільос Плаза       | Вінгер          | Іспанія            |
| 10 | Матаморос  | Хорхе Вальєрмоса Матаморос | Нападник        | Іспанія            |
| 11 | Батеріа    | Діоне Алекс Веронесе       | Вінгер          | Бразилія           |
| 13 | Гадейя     | Фабрісіо Бастезіні         | Вінгер-Захисник | Бразилія           |
| 14 | Ека        | Едсон Маркес               | Нападник        | Бразилія           |
| 19 | Борруто    | Крістіан Алехандро Борруто | Нападник        | Аргентина · Італія |
| 20 | Рафаел     | Рафаел Франса Бесерра      | Захисник        | Бразилія           |
| 22 | Тобе       | Роберто Тобе Белопе        | Захисник        | Іспанія            |
| 23 | Ортіс      | Карлос Ортіс Хіменес       | Захисник        | Іспанія            |
| 86 | Ойтомея    | Уеллінтон Бонфім де Соуза  | Вінгер          | Бразилія           |